# Gérard Carbonara
Gérard Carbonara (* 8. Dezember 1886, New York City, USA; † 11. Januar 1959 in Sherman Oaks, Kalifornien, USA) war ein US-amerikanischer Musiker und Filmkomponist.

## Leben
Carbonara begann seine filmmusikalische Karriere am Ende der Stummfilmära. In den 1930er und 1940er Jahren war er an zahlreichen Filmmusiken beteiligt, unter anderem an der zu dem Western-Klassiker Ringo von Regisseur John Ford. Er zählte hierbei allerdings nicht zu den Oscar-Preisträgern. In den 1940er Jahren, vor allem nach dem Zweiten Weltkrieg war er vornehmlich an Kurzfilmen beteiligt. Carbonara arbeitete vielfach eng mit seinem Kollegen John Leipold zusammen. 1944 war er für seine Arbeit an Der Sheriff von Kansas für den Oscar nominiert.

## Filmografie (Auswahl)
- 1926: Der Sohn des Scheichs (The Son of the Sheik)
- 1928: Der Patriot (The Patriot)
- 1930: Der Autowüstling (Burning Up)
- 1936: Kampf in den Bergen (The Trail of the Lonesome Pine)
- 1936: Der General starb im Morgengrauen (The General Died at Dawn)
- 1939: Ringo (Stagecoach)
- 1939: Union Pacific
- 1939: Geronimo, die Geißel der Prärie (Geronimo)
- 1940: Dr. Zyklop (Dr. Cyclops)
- 1941: Verfluchtes Land (The Shepherd of the Hills)
- 1943: Der Sheriff von Kansas (The Kansan)
- 1946: Banditen ohne Maske (Abilene Town)
- 1947: California
- 1949: Die Todeskurve (The Big Wheel)
- 1950: Der Tiger von Texas (High Lonesome)